# Station Dąbrowa Górnicza Sikorka
Station Dąbrowa Górnicza Sikorka is een spoorwegstation in de Poolse plaats Dąbrowa Górnicza.